# Бурачинський Андрій Йосипович
Андрі́й Йо́сипович Бурачи́нський (10 вересня 1863, Криворівня Верховинського району — 10 березня 1941, П'ятра-Нямц, Румунія) — доктор медицини, військовий лікар-дерматолог, полковник, шеф санітарної служби УГА, член Українського лікарського товариства, громадський діяч.

## Життєпис

### Походження й освіта
Андрій Бурачинський народився 10 вересня 1863 року в селі Криворівні Косівського повіту (нині Верховинський район) на Станиславівщині (тепер Івано-Франківська область) у родині пароха Йосипа Бурачинського і його дружини Зеновії.
Йосип Бурачинський (* 14.04.1838 — † 12.12.1903) навчався в Чернівцях, Львові, у Віденському університеті студіював теологію, українську літературу, класичну філологію. З 1862 року викладав класичну філологію у Чернівецькій гімназії. 1860 року одружився із Зеновією Навроцькою (* 1843 — † 24.11.1909)  , донькою пароха с. Котузова Андрія Навроцького і Марії з Глібовицьких. 1862 року рукоположений і отримав призначення на парафію в с. Криворівня. З 1895 року і до смерті був парохом у с. Княждвір біля Коломиї.
У сім'ї Йосипа та Зеновії Бурачинських крім Андрія було ще три сини та дві доньки:
- Цецилія — Целіна (* 1860 — † 30.04.1924) — культурно-громадська діячка, збирачка фолькльорно — етнографічних матеріалів, член українських товариств, дружина відомого лікаря Івана Куровця(* 01.01.1863 — † 18.05.1931);
- Марія (* 1865 — † 18.10.1935), культурно-громадська діячка, збирач гуцульського фольклору, укладач словника гуцульських слів, одна з перших членкинь Товариства руських женщин, дружина   о. Олексія Волянського (* 07.10.1862 — † 02.03.1947);
- Ераст (* 15.09.1875 — † 14.10.1942), інженер-лісотехнік, в часи діяльності ЗУНР був службовцем  Ради  Державних Секретарів  (уряду ЗУНР), шефом відділу лісництва Державного секретаріату земельних справ ЗУНР, одружений з Ольгою з Лопатинських;
- Осип (* 21.08.1877 — † 29.02.1948), адвокат, судовий радник, державний секретар судівництва ЗУНР, одружений  з Оленою з  Добровольських   (* 30.07.1884 — † 30.07.1968);
- Тит-Євген (* 15.01.1880 — † 23.06.1968) — видатний український лікар та громадський діяч, одружений із Зеновією Левинською (* 16.05.1890 — † 12.07.1970).

Закінчив гімназію у Станіславові, медицину у Відні, де отримав ступінь доктора всіх лікарських наук. Під час навчання очолював студентське товариство «Січ».

### Лікарська та громадська діяльність
Закінчивши  університет працював лікарем-дерматологом в австрійському війську.  Після розвалу Австрії  та утворення ЗУНР працював у  Державному секретаріаті військових справ, брав участь у розбудові української військової і цивільної санітарних служб. В лютому 1919 року увійшов до складу новоутвореної Державної ради здоров'я ЗУНР. Рекомендував та керував процесом перекладу медичних інструкцій з німецької мови. Входив до складу Польового воєнного суду Надзвичайної Комісії УГА. В квітні 1919 року А. Бурачинський закликав військових лікарів до надання безкоштовної медичної допомоги зубожілому цивільному населенню Галичини з огляду на загрозливе поширення інфекційних захворювань. Наприкінці травня 1919 року призначений санітарним референтом Галицької армії, а після другого відступу — головним лікарем Начальної команди Галицької армії.
В часі, коли восени 1919 року УГА косив тиф:
- повідомляв Диктатора ЗУНР про те, що від 23 до 30 жовтня 1919 р. зі строю вибуло 2000 стрільців і старшин (кожен 10-й), яких ніде не можна було розмістити[2]
- було влаштовано суд над генералом Мироном Тарнавським, котрий в безвиході пішов на угодовство з білими силами, підписавши «Зятьківський договір (статті)». 13-14 листопада 1919 р. у Вінниці полковник-медик Андрій Бурачинський виступив на суді як захисник генерала Тарнавського, заявивши про брак медикаментів і часу для подолання епідемії тифу в УГА: «наша армія потребує тільки для асенізації найменше від 3-х до 4-х місяців відпочинку».

З УГА перейшов Збруч, пережив всю її трагедію під час Другого зимового походу, потрапив  у більшовицький полон. Повернувшись в Галичину, був заарештований поляками. Після звільнення з в'язниці дістався до Відня. 1924 року переселився до м. П'ятра-Нямц у Румунії, де здійснював приватну лікарську практику. 1930 року в «Червоній Калині» опублікував свою статтю, в якій протистояв поглядам Степана Шухевича, завваживши, що рефлексії про «самопожирання» ЗУНР є занадто гіперболізованими. Член Українського лікарського товариства  з 1933 року.  Написав військові спогади про перебування в УГА.

### Родинне життя
Був одружений з Людмилою Конрец. Мали дочку Лоті (удочерили), яка має двоє дітей й живе в Бухаресті (Румунія).
Помер Андрій Бурачинський 10 березня 1941 року в П'ятра-Нямц (Румунія), де і похований. Його дружина Людмила померла 13 жовтня 1942 року.

## Нагороди Австро-Угорщини
- Офіцерський хрест ордена Франца Йосифа(1917)[3][4]
- Лицарський хрест ордена Франца Йосифа (1915)[5][4]
- Золотий хрест заслуг з короною[4]
- Бронзова ювілейна пам'ятна медаль 1898[4]
- Військовий ювілейний хрест[4]
- Пам'ятний хрест 1912/13[4]